# GREE
GREE（）は、株式会社グリーが運営するソーシャル・ネットワーキング・サービス（SNS）。2004年2月にサービスをスタートした。PC版GREEは2021年6月24日に、そして2021年11月25日、ガラケー版GREEのサービスも終了した。2023年7月現在、スマートフォン版GREEのみが提供されている。

## 概要
創業者の田中良和が個人的な趣味の一環として単身でGREEを開発し、サービスの提供を開始。その後、2004年12月に設立された株式会社グリーによってGREEの本格的な運営が開始された。GREEは無料で登録でき、登録には携帯電話（au、docomo、SoftBankのいずれか）のメールアドレスが必要だったが、2021年11月現在、メールアドレス登録不要の方式（ゲストユーザー登録方式、第三者サービス提携方式）も認められている。現在はMobageとともに基本無料のスマートフォン向けブラウザゲームを前面に押し出したSNSとして知られるが、当初はmixiのように交流機能を主軸としたPC向けのSNSだった。

### 名前の由来
名前の由来は社会心理学者のスタンレー・ミルグラムによる「Six Degrees of Separations」（六次の隔たり）から名付けられている。これは「知り合いから知り合いへ人のつながりをたどっていくと、6回のつながりで世界の全ての人に行き着くことができる」という仮説であり、「ネットワークやコミュニケーションに代表されるインターネットの面白さ・便利さ・楽しさを新しく生み出していく存在でありたい」というメッセージが込められているとしている。

### 事業展開
2011年9月末時点のGREE会員数は約2700万人、2012年3月時点の利用者数は約2.3億人（GREEと旧OpenFeintの合算）とされている。2011年12月頃の日本ユーザ数は約2900万人、全世界では約1億9000万人という推定もある。
2011年4月にはOpenFeint（米国のモバイルソーシャルゲームプラットフォーム）の運営会社（カリフォルニア州に所在）を完全子会社化した。翌2012年5月24日から、既存のGREEとOpenFeintのブランド名・会員データベース・コミュニケーション機能・ゲーム開発環境等を統合した新プラットフォーム「GREE Platform」を展開。また、2011年には韓国・中国にも進出した。
しかし2012年あたりを境として、GREEはスマートフォンへのシフトに失敗し、会員数を減らしたとされる。2013年にはテンセントとの提携解消に伴い中国から撤退、2016年には韓国からも撤退した。2015年5月には米国子会社OpenFeint Inc.を清算し、2017年には欧米市場向けの戦略拠点となっていた米子会社GREE International Entertainment (GIE) の閉鎖を決定（清算は2018年6月）、海外でのゲーム開発事業から撤退した（ただし、海外へのゲーム配信はこの時点では終了していない）。
2021年6月24日、PC版GREEはサービスを終了、2021年11月25日、ガラケー版GREEのサービスも終了し、スマートフォン版GREEのみとなった。

## 沿革
- 2004年
  - 2月21日 — 田中良和が個人サイトとして「GREE」アルファ版を公開
  - 3月30日 — 利用者が1万人を突破
  - 10月12日 — 利用者が10万人を突破
  - 12月07日 — 田中良和を代表取締役社長とするGREEの運営を目的としたグリー株式会社を設立
- 2005年
  - 6月 — 携帯電話向けのモバイルサービス開始
  - 7月30日 — 利用者が20万人を突破
- 2006年
  - 1月26日 — 利用者が30万人を突破
  - 3月30日 — GREEキャリアサービス開始
  - 11月16日 — KDDIおよび沖縄セルラー電話のauでEZ GREEを開始
- 2007年
  - 3月22日 — 利用者が100万人を突破
  - 8月17日 — 利用者が200万人を突破
  - 9月27日 — EZ GREEをau one GREEに名称変更
  - 12月01日 — 利用者が300万人を突破
- 2008年
  - 2月29日 — 利用者が400万人を突破
  - 5月29日 — 利用者が500万人を突破
  - 8月11日 — 利用者が600万人を突破
  - 10月19日 — 利用者が700万人を突破
  - 12月19日 — 大規模なシステム障害により、サービスが停止。GREEのサーバーが置かれているさくらインターネット・西新宿データセンターにおける火災が原因であった。
  - 12月31日 — 利用者が800万人を突破
- 2009年
  - 4月05日 — 利用者が1000万人を突破
  - 6月15日14時、「グリ街」閉鎖（利用状況に鑑みての決定）。
  - 9月25日 — 利用者が1500万人を突破
  - 10月10日 — ソフトバンク携帯で「高額請求」のトラブルが相次いだとの報道がなされた。これは有料サービスの場合、NTTドコモやauでは暗証番号の入力を求められるが、ソフトバンクモバイルはその機能が省略されていたことがトラブルの要因であった[14]。
  - 10月13日 — ソフトバンク携帯を利用する未成年者について、月額課金の上限規制を実施すると発表（他の携帯電話会社については規制済み）。
  - 12月01日 — PCデザインと機能の変更を実施。
  - 12月11日 — 16歳未満のユーザーの月額課金上限額を1万円とすることを発表。
- 2010年
  - 6月29日 — GREEアプリをモバイルで開始。
  - 8月09日 — iPhoneでの利用に対応。
- 2011年01月19日 — KDDIおよび沖縄セルラー電話の契約者情報を利用した年齢確認サービスの提供を開始。
- 2012年
  - 5月05日 — コンプリートガチャという手法が景品表示法違反であると消費者庁から指摘を受ける。
  - 5月09日 — コンプリートガチャが違法であると指摘を受けたことに対し、以後のリリースを中止および、5月31日までにすべての運用を中止すると発表した[15]。
- 2013年
  - 1月07日 — 2012年4月26日から同年9月7日まで利用した未成年利用者733人が、1ヶ月の上限利用金額より多く課金していたことを発表。プログラムの設定ミスが原因。月額上限金額を超えた、超過課金額については全額返金する方針を示す[16]。
  - 1月07日 — 未成年利用者が月額上限金額より多く課金していた問題で、社内調査で発覚してから4ヶ月間対策を講じなかった点を、森雅子消費者相に問題視され、速やかに公表するように口頭で注意を受ける[17]。
  - 1月18日 — 未成年利用者が月額上限金額より多く課金していた問題で、追加調査の結果、対象者が5,544人になったと発表した[18]。
- 2025年1月1日 — 持株会社体制への移行に伴いグリー株式会社はグリーホールディングス株式会社に商号変更し、GREEの運営は同日付で会社分割により設立された株式会社グリーが継承[19]。

## 機能

### 日記
トラックバック機能などはないが、基本的な使い方は「ブログ」に似ている。日記の本文には、画像や動画の掲載、レビュー投稿、連携した各種サービスのコンテンツ紹介などが行える。
また、無料で簡単な文書装飾（絵文字、html）をつける機能もある。日記はいつでも修正可能で、削除することもできる。コメントは、日記の主が削除できる他、コメントをつけたユーザーが自分のコメントを削除することもできる。また、各記事の「いいね!」をクリックすることで、その記事が良いと思ったことをワンクリックで簡単に伝えることも可能。
日記の公開範囲を「全体（ユーザー全員）に公開」「友達の友達まで公開」「友達まで公開」の3段階から選択可能。他のブログサービスの内容をGREEのユーザーページ上に読み込ませることも可能であり、その場合もGREE上で他のユーザーはコメントを書き込むことができる。また、日記をRSSでフィードさせRSSの読み込みに対応したSNS、その他ウェブサイト上で日記の更新を知らせたい場合に利用可能。利用者はGREE独自のタグを覚えて編集をすることが多いが、パソコンでは携帯電話用機能の一部やタグが使えないことがあるため、多くのユーザーは携帯電話で編集作業を行っている。

### ひとこと
2009年10月に行われたリニューアルで追加された機能で、ホームおよび各ユーザーのトップページに配置されている。
Twitterやmixiボイス、Facebookのアップデートに似た機能で、140文字までのひとことを投稿し公開することができる。日記と同様、各々のひとことに返信としてコメントを付記したり、「いいね!」をつけることができる。TwitterやFacebookのアカウントと連携し、これらへ投稿したひとことを自動的に同期させることも可能。公開範囲の設定は日記と共通。コミュニティへの入会や、「新しく友達が増えた」などGREE内での出来事も、ひとこと内に自動的に追加される。

### 誕生日の寄せ書き
GREEで友達リンクしているユーザーの誕生日の前後1週間に、お祝いの寄せ書きを書くことができる。

### フォトアルバム
デジタルカメラや携帯電話で撮影した画像や動画を最大200MB（プレミアム会員は1000MB）まで掲載可能。

### レビュー
Amazon.co.jpで取り扱いのある商品と上映中の映画情報の大部分がレビューで紹介可能。レビューを行った商品の日記での紹介も可能。また、GREEプレミアム会員のレビューページを経由してAmazon.co.jpで商品の購入が行われた場合、経由されたプレミアム会員にAmazon.co.jpから紹介料が支払われる。

### メール
GREE内でメッセージをやり取りできる。保存期間の制限はないが、容量の制限はある。GREEメールに画像や動画を貼ることはできない。2005年以前のメールには送受信日時のデータはないが、2005年以降のメールから表示されるようになっている。メールの外部エクスポート機能もある。次述のチャット機能開始に伴い、2015年5月12日15時を以てサービス終了となった。

### チャット
メッセージのやり取りに際して、青少年保護の観点から18歳未満の場合、送信者・受信者の年齢が一定の範囲内にないとメッセージが送信できないようになっている。

### ニュース
閲覧において、GREEアカウントの登録やログインは不要。 芸能・コラム・スポーツ・音楽など幅広いジャンルから最新ニュースを確認することが出来た。2025年3月31日正午を以てサービス終了となった。

### グリキュー
ユーザー同士で質問と回答を行えるサービス（みんなの質問）。当初は携帯電話向けのサービスだったが、やがてGREEキャリアと連動してPCやスマートフォンでも閲覧が可能になった。後述する pictpix の導入に伴い、2017年2月27日16時にサービス終了。サービス終了時刻を終了1時間前に告知した事で、ユーザーへの不信感を募らせた。

### GREEプレミアム
通常のGREEは無料であるが、この機能は有料オプションであり、2006年10月2日の開始時点でフォトサービスの容量拡大、レビューでの個人アフィリエイト、GREEメール容量制限拡大が可能となっている。月額300円（税別）で、クレジット決済のみ対応している。

### GREEコイン
ショップでアイテムの購入やガチャをする際に必要。アプリではGREEコインは使用できないため、それぞれ専用のAndroidコインの購入（モンプラならMAC）が必要となる。1回の購入金額はブラウザ、アプリともに、300～10,000 C（コイン）。専用ページから支払方法と金額を選択する。

### pictpix
画像やお絵描き投稿ができる掲示板サービス。2017年1月30日正式版リリース。2020年1月20日12時サービス終了。

## モバイル版GREE
モバイル版GREEは、PC版のほぼ全機能を携帯電話で利用可能にしたサービス。docomoとSoftBankでは「GREE」として公式サイトになっているが、auではKDDIとグリーの共同サービスとして「au one GREE」という名称でサービスを提供している。またPC版では使えない機能が多くある。
携帯版独自のコンテンツとして、「踊り子クリノッペ」「釣り★スタ」「探検ドリランド」「ハコニワ」「モンプラ」「海賊王国コロンブス」「聖戦ケルベロス」「ドラゴンマスター」等の携帯ゲームがある。他には、ミュージック（着うた、プロフ）、グリデコ（デコメール）、グリ占（占い）、グリ辞書（Wikipediaのミラーサイト）、グリ街（地元のクチコミ、2009年6月15日14時をもって閉鎖）などがある。これ以外にアバターや、プロフィールの背景を変えられるプロフ機能がある。
これらのサービスを提供するアプリには、グリーが自社開発したアプリとサードパーティーから提供を受けたアプリがあり、これらのアプリは総称して「GREEアプリ」と呼ばれる。GREE内だけで使える仮想通貨「コイン」で各種アイテムを購入するシステムになっている。
2009年2月で、PC：1.3億PV、モバイル：100億PVとなり、アクセスの99%がモバイルである。
スマートフォン向けの専用アプリがあり、GREEでは専用アプリの使用を強く勧めている。 アプリがアップデートされることがあまりなく、不具合を起こし続けている。 ユーザーが個人制作したアプリが存在するが、使用している場合は強制退会の処置をされることもある。

### グリゲー
携帯電話向けに配信されるゲーム。モバイル版の中核をなすコンテンツ群であり、グリーが自社開発したアプリもあるが、サードパーティーから提供を受けたアプリが多い。
おもにアイテム課金制をとり、登録や基本操作は無料だが、ゲームを有利に進行するための仮想アイテムを入手するためには、追加料金が必要になる。かつてテレビCMではその点に触れず『無料』の部分だけを強調していたため、児童がオプションの仮想アイテムを購入して、後から親が予想外に巨額の請求を受けるなど社会問題となり 批判を受け、やがてCMから「無料です」の音声が削除された。
アプリ内で使用する仮想通貨は、携帯電話キャリアや電子マネー運営会社を通じて購入する仕組みになっている。仮想通貨には、かつて存在した「ゴールド」（アイコンは"G"と彫られた黄色のメダル）と現存する「コイン」（アイコンは"C"と彫られた灰色のメダル）があり、アプリによって使用できる仮想通貨が異なった。ゴールドとコインは共用できず、必要な仮想通貨が異なる場合は別個に購入しなければならないため、利便性に難があったが2011年7月20日をもってゴールドは廃止となり、コインと統合された。

### ミニゲーム
おもにワンボタンによる単純操作が特色の携帯ゲーム集。かつては定期的に新作が追加され、ゲームアプリの本数は300を超える。グリーが自社開発したアプリが多く、サードパーティーから提供を受けたアプリもある。
グリーが自社開発したアプリは、高得点をとると、段階に応じて2種類のアバターアイテムを取得できる。当初はアプリ起動時に「グリゲー」のロゴを表示した。当時公開されたアプリに今もその名残がある。2010年6月以降にリリースされた新作は起動時に「グリゲー」のロゴが表示されなくなる。
2007年11月から月単位で「グリゲーラリー」を実施していた。4本ないし5本のゲームがラリー対象に指定され、期間内の達成度に応じて記念の楯（アバターアイテム）が配布された。楯は金・銀・銅の3種類があり、金の楯→上級者、銀の楯→中級者、銅の楯→プレイヤー全員が対象となっていた。やがてラリー対象のゲームは新作のみとなり、ラリーの日程にあわせて週に1本のペースで新作が定期的に追加された。グリゲーラリーは2010年7月に「ミニゲームラリー」と名称変更された。
ミニゲームラリーは2011年6月を最後に廃止された。理由は公表されていない。ある登録ユーザーがグリーの日記で「各アプリのイベントが同時期に集中するとイベント対応で忙しく、重荷になる」という趣旨の投稿を行い、ほぼ常時行われていたミニゲームラリーも主要なイベントであったため、これを受けて、サードパーティー製のアプリを利用しているユーザーの動向に影響することが社内で懸念されたためとみられる。
ミニゲームラリーの廃止に伴い、2011年7月には週1本のペースを改めて16本の新作を随時リリースした。それ以降、新作は追加されていない。

### GREE公式アプリ
- 釣り★スタ
- ハコニワ
- モンスタープラネット
- 踊り子クリノッペ
- 海賊王国コロンブス
- 探検ドリランド - 2012年7月にテレビ東京系でテレビアニメ化。製作は東映アニメーションが手掛ける
- デコビト - 製作はハ・ン・ドとの共同製作で、2011年6月27日サービス開始〜2012年12月26日サービス終了。
- 聖戦ケルベロス - 2011年4月18日サービス開始〜2015年以降は子会社のファンプレックスへ運営を移行・2018年4月18日15時サービス終了[28]。

- 戦国キングダム
- ドラゴンマスター
- Zombie Jombie[29]
- BLEACHソウルマスターズ[30][31]
- AvaMee

### アプリを提供するサードパーティー
- 事業者名 - 「コンテンツ名」
- アトラス[注 1] - 「真・女神転生 デビルハンターZERO」、「デビルチルドレン」、「ペルソナ3ソーシャル」
- カプコン - 「逆転裁判」、「ロックマンX」、「ストリートファイターII」、「モンスターハンター ロア オブ カード」（株式会社グラニとの共同プロジェクト）
- コーエーテクモゲームス - 「100万人の真・三國無双」、「100万人の三國志」、「100万人の戦国無双」、「100万人のウイニングポスト」
- コナミデジタルエンタテインメント - 「ドラゴンコレクション」、「プロ野球ドリームナイン」、「ワールドサッカーコレクション」、「パワプロ野球部」（配信終了）「パワプロホームラン競争」、「秘書コレクション」、「スター・ウォーズコレクション ジェダイvsシス」、「メタルギア ソリッド ソーシャル・オプス」、「風雲！なでしこコレクション」、「ラブプラス コレクション」
- サイバーフロント - 「スーチーパイ・モバイル」
- スクウェア・エニックス - 「ナイツ オブ クリスタル」、「エンペラーズ サガ」（2011年9月15日より事前登録開始）
- セガゲームス - 「龍が如くモバイル」、「ぷよぷよフィーバーDX」、「サカつくG」、「戦国大戦G」（2012年2月28日14時をもって配信終了）
- タイトー - 「アルカノイド」、「スペースインベーダー」、「電車でGO!」、「みんなのコンビニ」、「アイログ」
- ハドソン - 「天外魔境 for GREE」、「桃太郎電鉄Lite」、「ボンバーマン for GREE」、「クローズ×WORST〜最強伝説〜」
- バンダイナムコエンターテインメント - 「アイドルマスター ミリオンライブ!」「ONE PIECE アドベンチャーログ」「デジモンコレクターズ」、「ガンダムマスターズ」、「ソードアート・オンライン エンドワールド」、「サモンナイトコレクション」、「テイルズ オブ カード エボルブ」、「クレヨンしんちゃん シネマDEカード!」、「ウルトラマン大戦」、「スーパー戦隊ウォーズ」、「仮面ライダーウォーズ」
- 芸者東京エンターテインメント - 「おみせやさんforGREE」
- 葵プロモーション - 「ドラゴン戦記」、「マイ・ヒーローズ〜英雄を抱きしめて〜」、「スカイラヴウォー」、「ミリタリーコンバット」
- アソビズム - 「ドラゴンリーグ」
- アプリカ（applica） - 「バイオハザード アウトブレイク サバイヴ」
- アリスマティック - 「イタズラなKiss＋」、「遺産-愛憎の結末-」、「不倫-裏切りの薬指-」
- アンダルム - 「ラブ★ディスタンス〜予期せぬ運命〜」、「デリシャス★キス〜理想の恋人〜」
- アンビション（Ambition） - 「萌えCanちぇんじ!」、「擬人カレシ」
- インタースペース - 「恋ばななっ」、「かんなぎ forU」（2011年11月10日15時配信終了）
- インブルー - 「三国志ポケッツ」（R-18）、「ポケ☆コレ〜擬人化美麗カードバトル〜」
- ウィルアーク（WillArk） - 「女神フロンティア」、「ラヴきゅん! アイドルバトル」、「ジパング英雄記」
- ウインライト - 「エレメンタルマスター」
- エイチーム（Ateam） - 「スター☆ガールズ」（配信終了）、「無限マラソン」、「監獄脱出少女 Lie」、「脱出ゲーム★やり放題」、「贄 〜にえ〜」、「闇」、「AKB48 ステージファイター」
- エクストリーム - 「桃色大戦ぱいろん forGREE」、「ぱいろん☆これくしょん」
- エディア（Edia） - 「ヴィーナス†ブレイド」、「目指せ! 超らーめん職人」、「超運タロット占い」
- enish（エニッシュ） - 「ぼくらのポケットダンジョン」、「ガルショ☆」、「ぼくのレストラン2」、「料理の鉄人forGREE 新たな挑戦者達」、「ドラゴンタクティクス」
- エミック - 「天使クラブ」、「オレの彼女はJK・OL」、「オレの彼女は芸能人」、「水着DEハーレム☆ランド」
- エンタースフィア - 「シティーハンター 100万人のスイーパー」(配信終了)、「ヱヴァンゲリヲン　〜めぐりあう絆〜」(配信終了→「ヱヴァンゲリヲン　〜絶対防衛線〜」)
- ORATTA（オラッタ） - 「百姫繚乱！戦国アスカ」、「ソウルセイバー」、「ケイオスブレイド」
- ギブリー - 「ぼくらの西遊記」
- gumi - 「任侠道」（R-17）、「海賊道」（R-17）、「騎士道」、「さんごくっ!」、「デュエルインワンダーランド」、「デュエルサマナー」、「デュエル英雄譚」、「メイド×メイド」、「GTO×湘南純愛組!-フルスロットル-」（2013年9月10日15時配信終了）
- グラニ - 「神獄のヴァルハラゲート」、「モンスターハンター ロア オブ カード」（株式会社カプコンとの共同プロジェクト）
- ケイブ（Cave） - 「しろつく」、「北斗の拳〜百万の救世主伝説〜」（配信終了→「北斗の拳Ⅱ〜百万の覇王乱舞〜」）
- KLab - 「ガーディアンズ サーガ」、「戦国BUSTER改」、「キャプテン翼-つくろうドリームチーム-」、「恋してキャバ嬢CP」、「幽☆遊☆白書 -魔界統一最強バトル-」（2014年3月17日メディアインクルーズ株式会社より運営変更）
- Cygames - 「グランブルーファンタジー」
- サイテック - 「乙女転生グリモア伝」
- サイバード - 「イケメンサイボーグ★LoveMax」
- CyberX - 「アイドルレボリューション」、「星空バータウン for GREE」
- スーパーアプリ - 「ガドラン★マスター! by GMO」、「ドラゴンキャバリア　―最後の騎士団―」
- スナウト - 「魔乳秘剣帖」
- ソーシャルゲームファクトリー株式会社 - 「ドラゴンハンター UTOPIA」
- テイク・オフ - 「宇宙戦艦ヤマト（復活篇） バトルカード」/「宇宙戦艦ヤマト（イスカンダル篇） バトルカード」
- ドリコム（Drecom） - 「ビックリマン」、「ソード×ソード」（2013年7月22日15時配信終了）、「ドラゴン×ドライツェン」「陰陽師〜平安妖奇譚〜」、「ちょこっとファーム」
- ディーツーコミュニケーションズ - 「ハーレム★パイレーツ」
- ニジボックス - 「聖剣のヴィーナス」、「創聖のアクエリオン」、「パイレーツオブギャラクシー」
- Happy Elements - 「エターナルクロニクルズ」、「はじめようポケット・バー」(2013年3月29日配信終了)
- ピコロジー - 「僕と彼女の魔法のカード」
- ForGroove - 「数学♥女子学園」(配信終了）、「HUNTER×HUNTERトリプルスターコレクション」
- マーベラスAQL - 「牧場物語 for GREE」、 「ブラウザ三国志モバイル」、「よみがえれ☆絶滅動物」（2011年9月30日14時をもって配信終了）
- ボルテージ - 「王子様のプロポーズ★for GREE」、「ダーリンは芸能人 for GREE」、「恋愛上等イケメン学園」、「Love&Job!オトナの事情」
- ボロンゴ - 「ギルドナイトクロニクル」
- マウントポジション - 「のほほんビレッジ〜みんなのカフェ〜」
- メディアインクルーズ株式会社 - 「ビーストバトルクロニクル」、「雑貨屋さんストーリーズ」、「どうぶつパーティー」
- メディアドゥ - 「BADBOYS」
- ユビキタスエンターテインメント - 「天空のエリュシオン」/「天空のエリュシオンII アガルタの召喚騎士」（2011年8月31日18時配信終了）
- オートクチュール - 「グローセス・ドライエック（グロドラ）」
- デジマース - 「召喚★Legend of Spirits」「降臨アルティメットモンスター（アルモン）」「ダービーグランプリ」
- フィールズ - 「K Stars Wonderland」[注 2]
- ONE-UP - 「神のみぞ知るセカイ SOUL MEMORIES」

## 禁止行為
GREEには「GREE 7つの約束」として、禁止行為がまとめられている。
1. 個人を特定できる内容は書かない
2. パスワードを教えない、携帯電話を貸さない
3. 異性との出会いを求める利用はしない
4. まわりに迷惑をかけることはしない
5. 不正な行為や操作、GREEの運営を妨害しない
6. お金もうけのためにGREEを利用しない
7. 他人の画像やイラストなどを勝手に使わない、掲載しない

## 広告展開
2008年5月17日より、「金はない。時間はある。」「無料ゲームはgree.jp」というキャッチフレーズで、岸部四郎を起用したGREE初のテレビCMを放映し、このCMの放映以降急速に会員数を増やした。
以降、主にゲームのスポットCMを中心に流すようになり、日夜問わず大量にオンエアされている。その頻度は、2010年10月現在、関東地区においてテレビCM放映回数第2位に入るほどである。
多くのCMでは、冒頭で『グリー』というサウンドロゴが入る。基本無料で遊べる1つのゲームコンテンツの内容を紹介した簡素なCMが多い。芸能人の起用は比較的少ないが、前述の岸部四郎のほか、ナインティナインの岡村隆史と矢部浩之、ベッキー、木下優樹菜、福山雅治、EXILE（CMソングも担当）、明石家さんまがCMに起用されたことがある。恋愛系ゲームの場合は作品によってCM向けに声優が起用されることもある。
2010年6月にはテレビ朝日「すっぽんの女たち」、同年の11月には日本テレビ系「世界弾丸トラベラー」、同年の12月には「M-1グランプリ」でスポンサーを担当した。
2011年3月11日に発生した東日本大震災直後はCMの量が激減したが、半年後には平常時の状態に戻っている。この時期にサウンドロゴがリニューアルされた。
2010年頃まではコンテンツ名を隠し（「釣り★スタ」を「無料釣りゲーム」、「踊り子クリノッペ」を「ペットゲーム」、「トレジャーハンター」を「お宝発掘ゲーム」、「ハコニワ」を「ガーデニングゲーム」など）、かわりにGREEの名前を最前面に出したCMが中心だったが、2011年夏頃より放映されている『探検ドリランド』のCMでは、GREEのロゴは最後に小さく表示されるのみで、「ドリランド」自体のサウンドロゴが流される、「ドリランド」で検索を促すなど、珍しくコンテンツ名を最前面に出したCMとなっている。また、このCMではTOKIOが起用されており、企画の一環として同バンドをモデルにしたハンターカードが登場した。
2011年10月頃からは、杏を起用し、「ソーシャルネットワークはGREE」というキャッチフレーズで、GREEとしては初めて日記などのSNS機能をアピールしたCMを放映している。同年12月下旬には吉本興業とのコラボレートを実施した。
現在はMBS・TBS系「EXILE魂」や「さんまのSUPERからくりTV」（2012年4月〜）フジテレビ系・「めちゃ×2イケてるッ!」（2012年4月〜）や「爆笑!大日本アカン警察」（2012年4月〜）テレビ朝日系・「ロンドンハーツ」（2012年4月〜）日本テレビ系・「行列のできる法律相談所」（2012年4月〜）テレビ東京系・「出没!アド街ック天国」（2012年4月〜）や「バカソウル」でスポンサーを担当。

## 主な問題

### 「無料」表示に関する問題
テレビCMで「無料です」と宣伝しているものの無料で利用できる範囲は限定されており、「景品表示法（不当表示）に抵触する」として関西にある消費者団体から指摘を受け、「無料です」という音声を削除した。

### 児童被害
不特定多数の者とメールができる「非出会い系」と呼ばれているサイトの中で、GREEは2010年1年間で一昨年を212人上回る378人もの児童の被害者を出した。全体でみると対前年比で103人増の1,239人であることからGREEの増加分がその他のサイトの減少分をのみ込んでいるとの指摘があり、同業の団体から非難を浴びている。

#### 過去に起こった刑事事件等
- 2009年11月、24歳の暴力団員の男が女性を騙って16歳の少女を呼び出し、車の中でカッターナイフで脅迫した上で強姦したとして2010年2月に逮捕された[38]。
- 2012年10月、名古屋市緑区在住の20歳のコンビニ店員の男が、GREEを通じ知り合った北海道小樽市在住の女子中学生に対し、「愛知県に出てきて一緒に住もう」などと誘い、新千歳空港から中部国際空港に呼び出して自宅に連れ込んだとして、17日に北海道警小樽署に逮捕された[39]。

### 超過課金問題
2013年1月、2012年4月26日から同年9月7日まで利用した一部の未成年利用者733人が、月額上限金額より多く課金（超過課金）していたことを発表した。超過総額は2811万円。プログラムの設定のミスが原因で、クレジットカードで決済する場合は規制の対象にはなっていなかった。2012年9月の内部監査でプログラムの設定ミスに気づき、設定を変更するも、このときは発表せずにいた。発表が遅れたことに対し、GREEは「該当者が少ない」との理由から公表も返金もしていなかったが、外部からの指摘により発表することにした。
GREEは、その後の追加調査で新たに未成年利用者からの超過課金があったことを公表した。決済方法にGREEの月額コースや楽天Edy、そのほか他社決済システムとの接続時における仕様上の不具合が原因となり、超過課金が発生していたことを明らかにした。対象となる期間は2012年4月1日から2013年1月12日までで、対象人数は5,544人。超過金額の合計は4937万170円。
GREEは超過課金問題に対し、ホームページに改めておわびを掲載し、対象となる未成年利用者に対してはメールで通知。また、新たにフリーダイヤルを設け、超過課金額については全額返金する予定である。
また、2012年9月の内部監査で気づいておきながら、2013年1月の外部から指摘されるまでの4ヶ月間、何も公表しなかったことを、森雅子消費者相に問題視され、速やかに公表するように口頭で注意を受けた。

## テレビ番組
- 日経スペシャル カンブリア宮殿 すべて丸わかり！ITビジネス最前線！！（2010年6月14日、テレビ東京）[46]

## 書籍

### 関連書籍
- 『招待状、届きましたか？ SNS[ソーシャル・ネットワーキング・サービス]で始める新しい人脈づくり』（著者:原田和英、監修:田中良和）（2005年9月5日、ディスカヴァー・トゥエンティワン）ISBN 9784887594029
- 『僕が六本木に会社をつくるまで』（2005年11月3日、ベストセラーズ）ISBN 9784584189023
- 『日本人はなぜ海外で通用しないのか？ 国際競争力向上のカギはグローバル人材の育成にあり』（共著者:森和昭）（2012年4月27日、日経BPコンサルティング）ISBN 9784864430036